# Brian Taylor (réalisateur)
Pour les articles homonymes, voir Brian Taylor et Taylor.
Brian Taylor est un réalisateur, scénariste et producteur américain.

## Filmographie

### Réalisateur, en collaboration avecMark Neveldine
- 2006 : Hyper Tension (Crank)
- 2009 : Hyper Tension 2 (Crank: High Voltage)
- 2009 : Ultimate Game (Gamer)
- 2012 : Ghost Rider 2 : L'Esprit de vengeance (Ghost Rider: Spirit of Vengeance)

### Réalisateur, seul
- 2017 : Mom and Dad
- 2017-2019 : Happy! (série télévisée, également scénariste)
- 2024 : Hellboy: The Crooked Man